# Giorgio Occhipinti

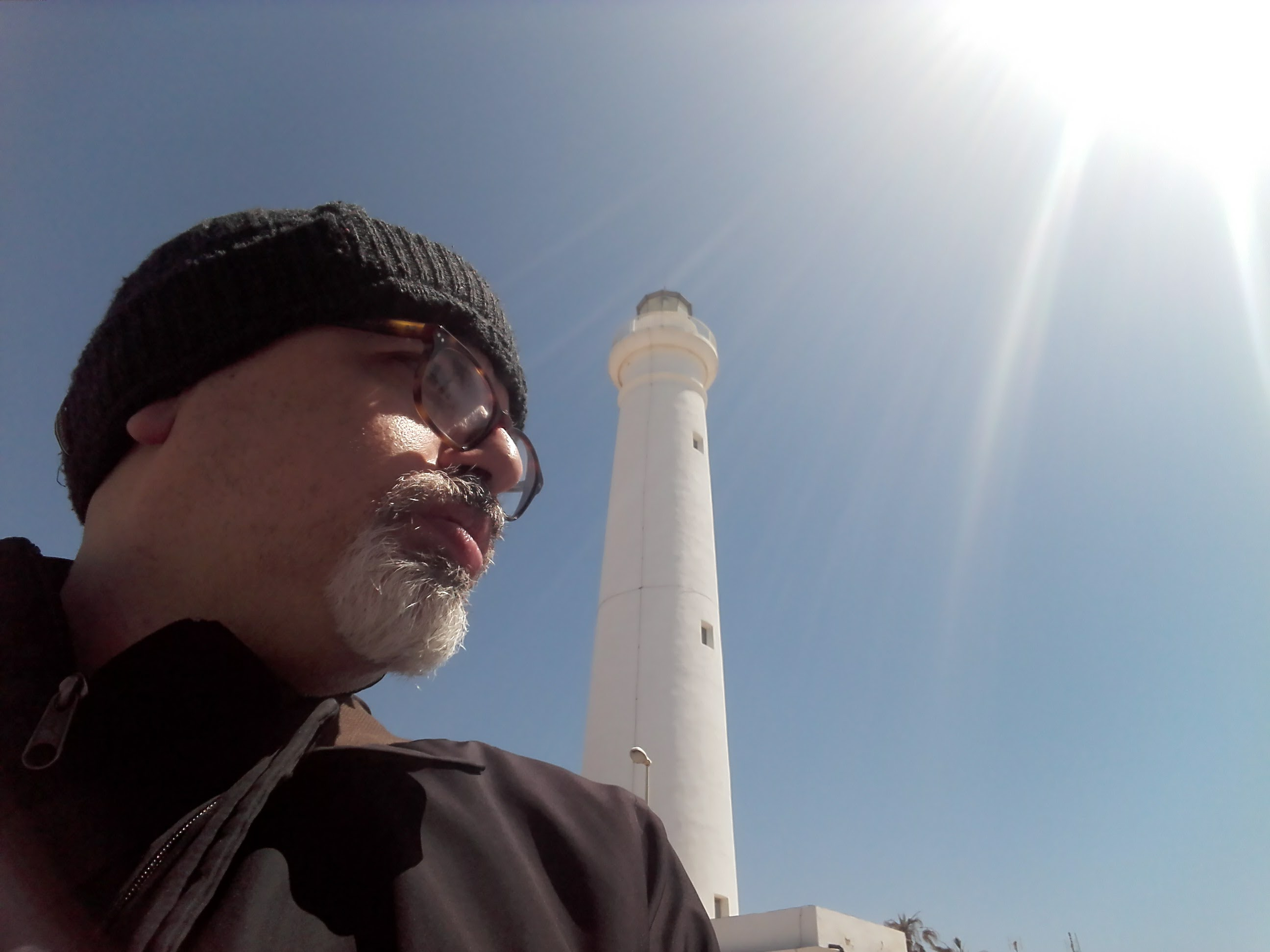
Giorgio Occhipinti

Giorgio Occhipinti (* 12. Juni 1969 in Ragusa) ist ein italienischer Pianist, Bandleader und Komponist des Jazz und der zeitgenössischen Musik.

## Leben und Wirken
Schon als Kind lernte Occhipinti das Klavierspiel, hinzu kamen Schlagzeug und Querflöte, die er in einer Band spielte. Außerdem begleitete er seinen Vater, einen Trompeter. Im Oktober 1989 trat er auf dem Jazz Festival Paris im Rahmen des „International competition for Piano jazz“ auf, das Martial Solal gewidmet war. Dann arbeitete er mit der Schauspielerin Lidya Alfonsi zusammen und komponierte die Musik für ihre Recitals. 1989 wurde er Mitglied einer der damals führenden sizilianischen Jazzformationen, dem December Thirty Jazz Trio, mit dem Bassisten Giuseppe Guarrella und dem Schlagzeuger Francesco Branciamore. Ab 1992 spielte er im Pino Minafra Sud Ensemble und wirkte auch an dessen Alben Sudori (1995) und Canto Libero (2000) mit. Im Jahr 1993 gründete er mit Giuseppe Guarrella das Festival Ibleo del Jazz, bei dem er nach wie vor künstlerischer Leiter ist. Im gleichen Jahr formierte er das Giorgio Occhipinti Hereo Nonetto. 1994 spielte er in der Formation Triple Project mit dem Saxophonisten Eugenio Colombo und Giuseppe Guarrella. 1995 bildete er mit Joëlle Léandre das European Duo und nahm 1997 das Album Incandescences auf. Im Mai 1998 gründete er mit Olivia Bignardi die Formation Duetsequences. Im März 2000 war er Mitglied des Banlieues Bleues Quartet, das auf dem Pariser Jazzfestival Banlieues Bleues mit Pino Minafra, Sandro Satta und Vincenzo Mazzone gegründet worden war. Im März 2000 gründete er das Girgio Occhipinti Hereo Tentetto, dessen CD Global Music & Circular Thought wurde vom englischen Magazin Jazz Reviews zur besten Veröffentlichung des Jahres 2001 gewählt. Im September 1999 gründete er mit Miriam Palma, Maurizio Maiorana, Domenico Sciajno und Giuseppe Guarrella die Faust Group. 2001 war er Mitglied der Formation Concerto Dantesco.
Neben seiner Tätigkeit als Bandleader und Pianist ist Occhipinti als Komponist und Interpret zeitgenössischer Musik tätig. Ausgehend vom Prinzip eines „organisierten Chaos“ und aufbauend auf Igor Strawinski, Nino Rota und weiteren Komponisten des 20. Jahrhunderts schrieb er zahlreiche Musiken für Orchester und Kammerensembles („I Muri a secco“). So komponierte er Stücke für Cello-Duette und für Streichquartett (1999/2000) wie auch für ein Streichsextett, das auf dem Noci Europa Jazz Festival aufgeführt wurde, „Dodici Mottetti“. Seine Kompositionen erschienen auf dem gleichnamigen Doppelalbum. Im Oktober 2001 gründete er in Wien (in Zusammenarbeit mit dem Plattenlabel Between the Lines und dem Festival Music on Music der Wiener Musik Galerie) die Formation Global Music Nonetto und schrieb für sie die Suite „Revolution“. Im Juni 2002 bildete er die Gruppe Less of Five mit Olivia Bignardi, Giuseppe Guarrella, Antonio Moncada.
Occhipinti arbeitete im Laufe seiner Karriere mit vielen Jazzmusikern zusammen, wie Lee Konitz, Barre Phillips, Michel Godard, Gianluigi Trovesi, Evan Parker, Peter Brötzmann, Arkady Schilkloper, Ernst Reijseger, Paul Rutherford und anderen.

## Diskographische Hinweise
- The Kaos Legend (Leo Records, 1993/94) mit Alberto Mandarini, Lauro Rossi, Gianni Gebbia, Eugenio Colombo, Carlo Actis Dato, Vincenzo Mazzone
- Global Music & Circular Thought (Jazz'halo, 2000)